# Casa rectoral de Sant Jaume dels Domenys
La casa rectoral de Sant Jaume dels Domenys és un edifici de Sant Jaume dels Domenys (Baix Penedès) inclòs a l'Inventari del Patrimoni Arquitectònic de Catalunya.

## Descripció
Aquest edifici ha estat restaurat.
A la façana destaca la portalada d'arc de mig punt dovellat fet de pedra. A la clau presenta una creu llatina i la data 1949. En el pis principal s'observa un balcó amb barana i base, una antiga gàrgola que representa un animal, un rellotge de sol i una finestra amb la data 1696 a la llinda. L'última planta té una sèrie de petites finestres molt restaurades.
A l'interior hi ha diversos arcs de pedra, dels quals en destaca un de mig punt de caràcter molt antic (segle xiii).

## Història
No es coneixen notícies històriques de l'edifici.
Actualment se sap que al segle xii ja hi havia algun edifici en aquest lloc, ja que en les obres de restauració s'ha descobert un arc de mig punt dins una de les parets. L'edifici ha estat ampliat diverses vegades amb el temps, al segle xvii i al xix.